# Вонсош (Куявсько-Поморське воєводство)
Вонсош (пол. Wąsosz) — село в Польщі, у гміні Шубін Накельського повіту Куявсько-Поморського воєводства.
Населення — 327 осіб (2011).

## Демографія
Демографічна структура станом на 31 березня 2011 року:
|          | Загалом | Допрацездатний вік | Працездатний вік | Постпрацездатний вік |
| -------- | ------- | ------------------ | ---------------- | -------------------- |
| Чоловіки | 161     | 34                 | 121              | 6                    |
| Жінки    | 166     | 27                 | 112              | 27                   |
| Разом    | 327     | 61                 | 233              | 33                   |